# The Humpty Dumpty Circus
The Humpty Dumpty Circus è un cortometraggio animato del 1898 diretto da Albert E. Smith e da J. Stuart Blackton.
È considerato il primo cortometraggio realizzato con la tecnica stop-motion. Secondo la Biblioteca del Congresso statunitense, però, The Enchanted Drawing potrebbe essere antecedente, in quanto anche se riporta come data di pubblicazione il 1900 era pronto tre o quattro anni prima.

## Produzione
Fu il primo cortometraggio realizzato con la tecnica di animazione stop-motion. Venne finanziato dal produttore anglo-americano Stuart Blackton, fondatore, assieme a Smith stesso, della casa cinematografica Vitagraph, poi rilevata dalla Warner Brothers. Il film è andato perduto e se ne trova traccia unicamente su fonti cartacee dell'epoca.
Secondo Smith, per la realizzazione venne usata la collezione di piccole bambole circensi di sua figlia, giuntate per le mani per poterle far stare in piedi.

## Trama
In un circo equestre animali, acrobati e artisti circensi danno spettacolo. 